# Danny Glover
Danny Lebern Glover (San Francisco, Kalifornia, 1946. július 22. –) amerikai színész és filmrendező. 
Legismertebb szerepe Roger Murtaugh a Halálos fegyver-filmsorozatban. Feltűnt A kis szemtanú, a Ragadozó 2., A Dumbo hadművelet, Az esőcsináló, a Fűrész, a Dreamgirls és az Orvlövész című filmekben.
A Mandela (1987) és a Néger sors (2000) című tévéfilmekkel egy-egy Primetime Emmy-jelölést szerzett. A Texasi krónikák: Lonesome Dove című minisorozattal és a Bukott angyalok egy epizódjával két további Emmyre jelölték.

## Fiatalkora
San Franciscóban született, Carrie (Hunley) és James Glover fiaként. Egyetemi tanulmányait a San Franciscó-i Állami Egyetemen végezte.
1971–1975 között a San Franciscó-i polgármesteri hivatalban dolgozott, majd a Fekete Színészek Műhelyében játszott. 1979 óta szerepel filmekben. 1982-ben debütált a Broadwayon. San Franciscóban feleségével létrehozza a Bomani Galériát.

## Magánélete
Glover 1975-ben vette feleségül Asake Bomanit, akitől 1976-ban egy lánya született, Mandisa. 2000-ben váltak el egymástól. Glover 2009-ben vette feleségül Eliane Cavalleirót.
1999-ben vásárolt egy 560 négyzetméteres házat az oregoni Dunthorpe-ban. 2011 óta már nem Oregonban él.

## Filmográfia

### Film
| Év   | Magyar cím                           | Eredeti cím                              | Szerep                               | Magyar hang          |
| ---- | ------------------------------------ | ---------------------------------------- | ------------------------------------ | -------------------- |
| 1979 | Szökés Alcatrazból                   | Escape from Alcatraz                     | elítélt                              |                      |
| 1981 |                                      | Chu Chu and the Philly Flash             | Morgan                               |                      |
| 1982 |                                      | Deadly Drifter                           | Jojo / Roland                        |                      |
| 1984 | Jégbefagyott ember                   | Iceman                                   | Loomis                               | Hankó Attila         |
| 1984 | Hely a szívemben                     | Places in the Heart                      | Moses "Moze" Hadner                  | Kálid Artúr          |
| 1985 | A kis szemtanú                       | Witness                                  | James McFee hadnagy                  | Szabó Sipos Barnabás |
| 1985 | Silverado                            | Silverado                                | Malachi "Mal" Johnson                | Vajda László         |
| 1985 | Silverado                            | Silverado                                | Malachi "Mal" Johnson                | Vass Gábor           |
| 1985 | Bíborszín                            | The Color Purple                         | Albert Mister Johnson                | Ujlaki Dénes         |
| 1985 | Bíborszín                            | The Color Purple                         | Albert Mister Johnson                | Gáti Oszkár          |
| 1987 | Halálos fegyver                      | Lethal Weapon                            | Roger Murtaugh őrmester              | Tolnai Miklós        |
| 1987 | Halálos fegyver                      | Lethal Weapon                            | Roger Murtaugh őrmester              | Kránitz Lajos        |
| 1988 | Bat 21                               | Bat*21                                   | Bartholomew Clark kapitány           | Konrád Antal         |
| 1988 | Bat 21                               | Bat*21                                   | Bartholomew Clark kapitány           | Papp János           |
| 1988 | Bat 21                               | Bat*21                                   | Bartholomew Clark kapitány           | Barabás Kiss Zoltán  |
| 1988 | Bat 21                               | Bat*21                                   | Bartholomew Clark kapitány           | Forgács Gábor        |
| 1989 | Halálos fegyver 2.                   | Lethal Weapon 2                          | Roger Murtaugh őrmester              | Kránitz Lajos        |
| 1990 |                                      | To Sleep with Anger                      | Harry                                |                      |
| 1990 | Ragadozó 2.                          | Predator 2                               | Mike Harrigan hadnagy                | Ujlaki Dénes         |
| 1991 | Intruderek támadása                  | Flight of the Intruder                   | Frank "Dooke" Camparelli parancsnok  | Hankó Attila         |
| 1991 | Lövöldözés Harlemben                 | A Rage in Harlem                         | "Easy Money"                         |                      |
| 1991 | Grand Canyon                         | Grand Canyon                             | Simon                                | Kránitz Lajos        |
| 1991 | Tiszta szerencse                     | Pure Luck                                | Raymond Campanella                   | Kristóf Tibor        |
| 1992 | Halálos fegyver 3.                   | Lethal Weapon 3                          | Roger Murtaugh őrmester              | Kránitz Lajos        |
| 1993 | A sikátor szentje                    | The Saint of Fort Washington             | Jerry / narrátor                     | Kránitz Lajos        |
| 1993 | A sikátor szentje                    | The Saint of Fort Washington             | Jerry / narrátor                     | Hollósi Frigyes      |
| 1993 | Bopha                                | Bopha!                                   | Micah Mangena                        | Helyey László        |
| 1994 | Maverick                             | Maverick                                 | bankrabló (cameo)                    | Horányi László       |
| 1994 | Angyalok a pályán                    | Angels in the Outfield                   | George Knox, az Angyalok menedzsere  | Hollósi Frigyes      |
| 1995 | A Dumbo hadművelet                   | Operation Dumbo Drop                     | Sam Cahill százados                  | Csikos Gábor         |
| 1997 | Vad Amerika                          | Wild America                             | Nagylábú (cameo)                     | Kránitz Lajos        |
| 1997 | Az esőcsináló                        | The Rainmaker                            | Tyrone Kipler bíró                   | Rajhona Ádám         |
| 1997 | Csalimadarak                         | Gone Fishin’                             | Gus Green                            | Csuja Imre           |
| 1997 | Halálkanyar                          | Switchback                               | Bob Goodall                          | Gáti Oszkár          |
| 1998 | Halálos fegyver 4.                   | Lethal Weapon 4                          | Roger Murtaugh százados              | Kránitz Lajos        |
| 1998 | Z, a hangya                          | Antz                                     | Barbatus (hangja)                    | Rajhona Ádám         |
| 1998 | Rabszolgalelkek                      | Beloved                                  | Paul D. Garner                       | Kránitz Lajos        |
| 1998 | Egyiptom hercege                     | The Prince of Egypt                      | Jetró (hangja)                       | Izsóf Vilmos         |
| 1999 |                                      | Our Friend, Martin                       | vonatvezető (hangja)                 |                      |
| 2000 |                                      | Boesman and Lena                         | Boesman                              |                      |
| 2001 | Taxisok veszélyben                   | 3 A.M.                                   | Charles "Hershey" Riley              |                      |
| 2001 | Tenenbaum, a háziátok                | The Royal Tenenbaums                     | Henry Sherman                        | Kristóf Tibor        |
| 2003 | Körbebástyázva                       | Good Fences                              | Tom Spader                           | Borbiczki Ferenc     |
| 2004 |                                      | The Cookout                              | Crowley bíró                         |                      |
| 2004 | Fűrész                               | Saw                                      | David Tapp nyomozó                   | Kránitz Lajos        |
| 2005 | Manderlay                            | Manderlay                                | Wilhelm                              | Konrád Antal         |
| 2005 |                                      | Missing in America                       | Jake Neeley                          |                      |
| 2006 |                                      | Bamako                                   | Cow-Boy                              |                      |
| 2006 | Pata tanya: Baromi buli              | Barnyard                                 | Oszkár, az öszvér (hangja)           | Papp János           |
| 2006 | Összekutyulva                        | The Shaggy Dog                           | Ken Hollister                        | Orosz István         |
| 2006 | Fűrész III.                          | Saw III                                  | David Tapp nyomozó (archív felvétel) |                      |
| 2006 | Dreamgirls                           | Dreamgirls                               | Marty Madison                        | Reviczky Gábor       |
| 2007 | Orvlövész                            | Shooter                                  | Isaac Johnson ezredes                | Reviczky Gábor       |
| 2007 |                                      | Poor Boy's Game                          | George Carvery                       |                      |
| 2007 | Harc a Terra bolygóért               | Battle for Terra                         | Chen elnök (hangja)                  | Versényi László      |
| 2007 |                                      | Honeydripper                             | Tyrone Purvis                        |                      |
| 2008 | Tekerd vissza, haver!                | Be Kind Rewind                           | Horace Fletcher                      | Hollósi Frigyes      |
| 2008 |                                      | Gospel Hill                              | John Malcolm                         |                      |
| 2008 | Vakság                               | Blindness                                | félszemű férfi / narrátor            | Vass Gábor           |
| 2008 | Vakság                               | Blindness                                | félszemű férfi / narrátor            | Forgács Gábor        |
| 2008 | Fűrész V.                            | Saw V                                    | David Tapp nyomozó (archív felvétel) | Kránitz Lajos        |
| 2008 | Állati mesék 2. – Teknős vs. Nyúl    | Unstable Fables: Tortoise vs. Hare       | Walter teknős (hangja)               |                      |
| 2009 |                                      | Night Train                              | Miles                                |                      |
| 2009 |                                      | Down for Life                            | Mr. Shannon                          |                      |
| 2009 |                                      | The Harimaya Bridge                      | Joseph Holder                        |                      |
| 2009 | 2012                                 | 2012                                     | Thomas Wilson elnök                  | Blaskó Péter         |
| 2010 | Haláli temetés                       | Death at a Funeral                       | Russell nagybácsi                    |                      |
| 2010 | Drága Alice                          | För kärleken                             | Franzis Namazi                       | Vass Gábor           |
| 2010 |                                      | Legendary                                | Harry "Red" Newman                   |                      |
| 2010 | Alfa és Omega                        | Alpha and Omega                          | Winston (hangja)                     | Ujlaki Dénes         |
| 2010 |                                      | Son of Morning                           | Gabriel Peters                       |                      |
| 2010 | Sárkányok kora                       | Age of the Dragons                       | Ahab                                 | Forgács Gábor        |
| 2010 |                                      | Mooz-lum                                 | Dean Francis                         |                      |
| 2010 |                                      | De mayor quiero ser soldado              | igazgató                             |                      |
| 2010 |                                      | New York'ta Bes Minare                   | Marcus                               |                      |
| 2011 |                                      | Heart of Blackness                       | Vaudreuil                            |                      |
| 2011 |                                      | Donovan's Echo                           | Donovan Matheson                     |                      |
| 2012 |                                      | LUV                                      | Arthur                               |                      |
| 2012 |                                      | Sins Expiation                           | Leonard atya                         |                      |
| 2013 | Highland Park                        | Highland Park                            | Ed                                   | Barbinek Péter       |
| 2013 |                                      | Space Warriors                           | Philips parancsnok                   |                      |
| 2013 |                                      | The Shift                                | Dr. Floyd                            |                      |
| 2013 |                                      | Chasing Shakespeare                      | William Ward                         |                      |
| 2013 |                                      | Tula: The Revolt                         | Shinishi                             |                      |
| 2013 | Szöktetés a pokolból                 | Extraction                               | ezredes                              |                      |
| 2013 | Alfa és Omega 2: Ünnepi farkaskaland | Alpha and Omega 2: A Howl-iday Adventure | Winston (hangja)                     |                      |
| 2014 | Tökös csávó 2.                       | Bad Asses                                | Bernie Pope                          | Forgács Gábor        |
| 2014 | Könyörtelen düh                      | Rage                                     | Peter St. John nyomozó               |                      |
| 2014 | Túl a fényeken                       | Beyond the Lights                        | David Nicol százados                 |                      |
| 2014 |                                      | Supremacy                                | Sonny Walker                         |                      |
| 2014 | Sam – Kismadár nagy kalandja         | Gus - Petit oiseau, grand voyage         | Darius (angol hangja)                | Szilágyi Tibor       |
| 2014 |                                      | Day of the Mummy                         | Carl                                 |                      |
| 2015 | Tökös csávó 3.                       | Bad Asses on the Bayou                   | Bernie Pope                          | Forgács Gábor        |
| 2015 |                                      | Checkmate                                | Elohim                               |                      |
| 2015 | Ételre-halálra                       | Consumed                                 | Hal Westbrook                        | Forgács Gábor        |
| 2015 |                                      | Gridlocked                               | "Sully"                              |                      |
| 2015 | A Waffle Street farkasa              | Waffle Street                            | Edward Collins                       | Harsányi Gábor       |
| 2015 |                                      | About Scout                              | "Red" Freston                        |                      |
| 2015 |                                      | Diablo                                   | Benjamin Carver                      |                      |
| 2015 |                                      | Andròn: The Black Labyrinth              | Gordon kancellár                     |                      |
| 2016 | Nagyfater elszabadul                 | Dirty Grandpa                            | Ájer                                 | Ujlaki Dénes         |
| 2016 | Teljesen ismeretlen                  | Complete Unknown                         | Roger                                | Papp János           |
| 2016 |                                      | Back in the Day                          | Eddie "Rocks" Travor                 |                      |
| 2016 |                                      | Mr. Pig                                  | Ambrose                              |                      |
| 2016 |                                      | 93 Days                                  | Dr. Benjamin Ohiaeri                 |                      |
| 2016 | Majdnem karácsony                    | Almost Christmas                         | Walter Meyers                        |                      |
| 2016 |                                      | Dark Web                                 | a főnök                              |                      |
| 2016 |                                      | Pushing Dead                             | Bob                                  |                      |
| 2016 | Monster Trucks – Szörnyverdák        | Monster Trucks                           | Mr. Weathers                         | Vass Gábor           |
| 2016 | Monster Trucks – Szörnyverdák        | Monster Trucks                           | Mr. Weathers                         | Törköly Levente      |
| 2017 |                                      | Vagabonds (rövidfilm)                    | Issa nagybácsi                       |                      |
| 2017 | Zsarolás                             | Extortion                                | Haagen rendőrnyomozó                 |                      |
| 2017 |                                      | The Good Catholic                        | Victor atya                          |                      |
| 2017 |                                      | The Curse of Buckout Road                | Dr. Lawrence Powell                  |                      |
| 2018 | Bérgyilkos Mary                      | Proud Mary                               | Benny Spencer                        | Vass Gábor           |
| 2018 | Bocs, hogy zavarom                   | Sorry to Bother You                      | Langston                             | Vass Gábor           |
| 2018 |                                      | Come Sunday                              | Gilbert Pearson                      |                      |
| 2018 | Úriember revolverrel                 | The Old Man & the Gun                    | Teddy Green                          | Kertész Péter        |
| 2018 | Halálfutam: Totális anarchia         | Death Race: Beyond Anarchy               | Bob "Baltimore Bob"                  | Vass Gábor           |
| 2019 |                                      | The Last Black Man in San Francisco      | Allen nagypapa                       |                      |
| 2019 | A holtak nem halnak meg              | The Dead Don't Die                       | Hank Thompson                        | Forgács Gábor        |
| 2019 |                                      | Strive                                   | Mr. Rose                             |                      |
| 2019 | Jumanji – A következő szint          | Jumanji: The Next Level                  | Milo Walker                          | Reviczky Gábor       |
| 2020 |                                      | The Drummer                              | Mark Walker                          |                      |
| 2022 |                                      | Press Play                               | Cooper                               |                      |
| 2022 | Álmom egy otthon                     | American Dreamer                         | Jerry                                | Papp János           |

Dokumentumfilmek
- 2008: Tiny Tears – önmaga
- 2008: The Garden – önmaga
- 2009: The People Speak – önmaga

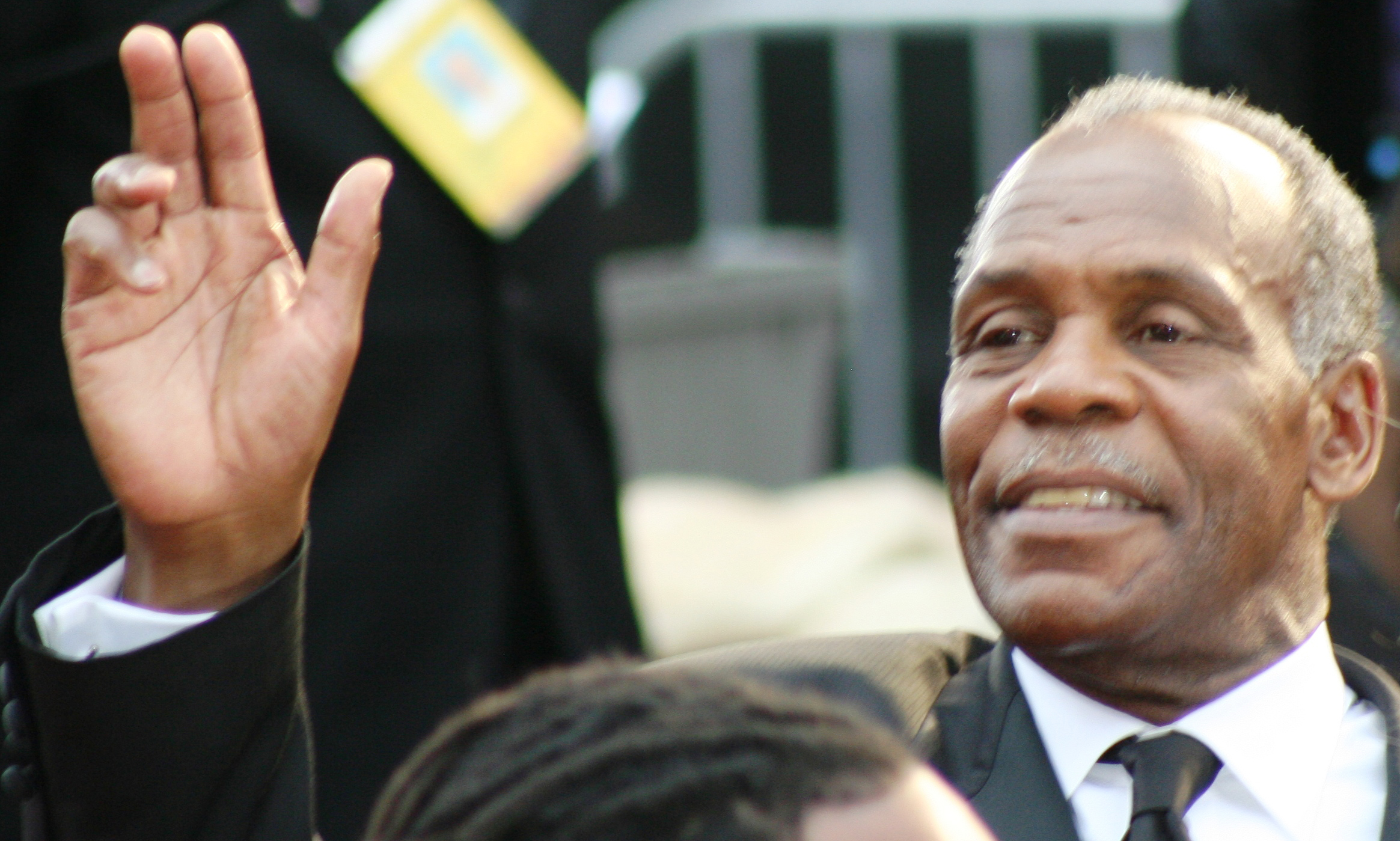
2009 februárjában

- 2009:  At the End of Slavery – narrátor (rövidfilm)
- 2012: The Savoy King: Chick Webb & the Music That Changed America – Count Basie (hangja)
- 2017: Donald Trump, The Koch Brothers & Their War on Climate Science – narrátor

### Televízió

#### Tévéfilm
| Év   | Magyar cím                               | Eredeti cím                   | Szerep                    | Magyar hang      |
| ---- | ---------------------------------------- | ----------------------------- | ------------------------- | ---------------- |
| 1983 |                                          | The Face of Rage              | Gary                      |                  |
| 1983 |                                          | Memorial Day                  | Willie Monroe             |                  |
| 1985 |                                          | And the Children Shall Lead   | William                   |                  |
| 1987 |                                          | Place at the Table            | Mr. Scott                 |                  |
| 1987 | Mandela                                  | Mandela                       | Nelson Mandela            | Csikos Gábor     |
| 1989 |                                          | Dead Man Out                  | Dr. Alex Marsh            |                  |
| 1992 |                                          | The Talking Eggs              | narrátor (hangja)         |                  |
| 1996 | Amerika                                  | America's Dream               | Silas                     | Gáti Oszkár      |
| 1997 |                                          | Buffalo Soldiers              | Washington Wyatt őrmester |                  |
| 2000 | Néger sors                               | Freedom Song                  | Will Walker               |                  |
| 2003 | Körbebástyázva                           | Good Fences                   | Tom Spader                | Borbiczki Ferenc |
| 2003 |                                          | The Law and Mr. Lee           | Henry Lee                 |                  |
| 2005 |                                          | The Exonerated                | David                     |                  |
| 2006 |                                          | Take 3                        | Weldon ezredes            |                  |
| 2012 | Hannah törvénye                          | Hannah's Law                  | Ison Dart                 | Vass Gábor       |
| 2013 | Muhammad Ali a Legfelsőbb Bíróság ellen  | Muhammad Ali's Greatest Fight | Thurgood Marshall         | Ujlaki Dénes     |
| 2017 | A gyógyszer útja                         | Tour de Pharmacy              | "Slim" Robinson           |                  |
| 2017 |                                          | The Christmas Train           | Max Powers                |                  |
| 2018 | Karácsonyi betörés                       | Christmas Break-In            | Ray                       | Papp János       |
| 2023 | The Naughty Nine: Jobb lopni, mint kapni | The Naughty Nine              | Santa Claus               | Kajtár Róbert    |

#### Sorozat
| Év        | Magyar cím                     | Eredeti cím                       | Szerep                              | Megjegyzések                                             |
| --------- | ------------------------------ | --------------------------------- | ----------------------------------- | -------------------------------------------------------- |
| 1979      |                                | B. J. and the Bear                | Matt Thomas tévériporter            | 1 epizód stáblistán nincs feltüntetve                    |
| 1979      |                                | Lou Grant                         | Leroy                               | 1 epizód                                                 |
| 1979      |                                | Paris                             | ismeretlen szerep                   | 1 epizód                                                 |
| 1980      |                                | Palmerstown, U.S.A.               | Harley                              | 1 epizód                                                 |
| 1981      |                                | The Greatest American Hero        | altiszt                             | 1 epizód                                                 |
| 1981      | Zsarublues                     | Hill Street Blues                 | Jesse John Hudson                   | 4 epizód                                                 |
| 1981      |                                | Gimme a Break!                    | Bill                                | 1 epizód                                                 |
| 1983–1989 |                                | American Playhouse                | Lester Traylor / Walter Lee Younger | 2 epizód                                                 |
| 1983      |                                | Chiefs                            | Marshall Peters                     | minisorozat (1 epizód)                                   |
| 1986      |                                | Tall Tales & Legends              | John Henry                          | 1 epizód                                                 |
| 1989      | Texasi krónikák: Lonesome Dove | Lonesome Dove                     | Joshua Deets                        | - minisorozat (4 epizód) - magyar hangja: - Vass Gábor   |
| 1989      | Saturday Night Live            | Saturday Night Live               | Roger Murtaugh őrmester             | 1 epizód (Mel Gibson / Living Colour)                    |
| 1991      | A bolygó kapitánya             | Captain Planet and the Planeteers | Apollo professzor (hangja)          | 1 epizód                                                 |
| 1993      |                                | Alex Haley's Queen                | Alec Haley                          | minisorozat (3 epizód)                                   |
| 1995      | Bukott angyalok                | Fallen Angels                     | Philip Marlowe                      | - 1 epizód - magyar hangja: - Gáti Oszkár                |
| 2002      |                                | The Real Eve                      | narrátor                            | dokumentumsorozat                                        |
| 2003      |                                | Biography                         | narrátor                            | 1 epizód                                                 |
| 2004      | Földtenger kalandorai          | Legend of Earthsea                | Ogion                               | - minisorozat (2 epizód) - magyar hangja: - Rajhona Ádám |
| 2005      | Vészhelyzet                    | ER                                | Charlie Pratt Sr.                   | 4 epizód                                                 |
| 2007–2008 | Testvérek                      | Brothers & Sisters                | Isaac Marshall                      | 6 epizód                                                 |
| 2009      | A nevem Earl                   | My Name Is Earl                   | Thomas Monroe                       | 1 epizód                                                 |
| 2010      | Tökéletes célpont              | Human Target                      | ügyfél                              | 1 epizód                                                 |
| 2011      | Psych – Dilis detektívek       | Psych                             | Mel Hornsby                         | 1 epizód                                                 |
| 2011      | Lépéselőnyben                  | Leverage                          | Charlie Lawson                      | 1 epizód                                                 |
| 2012      | Érintés                        | Touch                             | Arthur Teller professzor            | 7 epizód                                                 |
| 2013      | Amerikai fater                 | American Dad!                     | Krampusz (hangja)                   | 1 epizód                                                 |
| 2016      | Gyilkos elmék                  | Criminal Minds                    | Hank Morgan                         | 1 epizód                                                 |
| 2016      | Mozart a dzsungelben           | Mozart in the Jungle              | polgármester                        | 1 epizód                                                 |
| 2017      |                                | Cold Case Files                   | narrátor                            | dokumentumsorozat                                        |
| 2020      | Feketék fehéren                | Black-ish                         | Norman nagybácsi                    | 1 epizód                                                 |

## Díjai
- Image-díj (1989, 1990, 1995, 1999, 2001, 2003)
- MTV-filmdíj (1993) Halálos fegyver 3.